# Ágios Minás (Chios)
Le dème d'Ágios Minás, en grec moderne : Δήμος Αγίου Μηνά / Dímos Agíou Miná, est un ancien dème sur l'île de Chios, en Égée-Septentrionale, Grèce. Depuis 2010, il est fusionné au sein du dème de Chios.
Selon le recensement de 2011, la population du dème s'élève à 3 271 habitants.